# (65100) Birtwhistle
(65100) Birtwhistle (2002 CR15) – planetoida z grupy pasa głównego asteroid okrążająca Słońce w ciągu 5,61 lat w średniej odległości 3,15 j.a. Odkryta 8 lutego 2002 roku.